# Sjdavleri
Sjdavleri (georgiska: შდავლერი) är en glaciär i Georgien. Den ligger i den nordvästra delen av landet, i regionen Megrelien-Övre Svanetien.